# Manuel de Lemos Conde
Manuel de Lemos Conde, reinol, era casado em São Paulo com Ana Matoso Mourato, neta do bandeirante Manuel Mourato Coelho.
Começou minerando ouro na Cananéia, por volta de 1650. Foi depois para Paranaguá, dedicando-se inteiramente à pesquisas de minas de ouro e prata, comunicando-as ao governador Afonso Furtado, e ao Rei. Este, em 30 de novembro de 1674 lhe enviou carta de aplauso, declarando conservá-lo no cargo de provedor das Minas descobertas na região, o que foi confirmado a 27 de novembro de 1674 pelo governador Afonso Furtado.
Entretanto, o Ouvidor Pedro de Unhão Castelo Branco, por questões de jurisdição alegadas pelo provedor das Minas de São Paulo, o destituiu do cargo, recebendo censura régia e ordem para o repor, em 19 de março de 1679.
Manuel de Lemos Conde teria sido quem afirmava convicto a existência de prata em Paranaguá, por isso causou a visita de D. Rodrigo de Castelo Branco, ocasião em que lhe foi confiada a chefia de uma bandeira para buscar a prata anunciada.
A bandeira transpôs a serra do Mar e penetrou nos Campos Gerais, derivando para o sul, até o rio Iguaçu e o rio Uruguai, e nada descobriu. D. Rodrigo o destituiu do cargo de provedor das Minas, confiscou seus bens e o prendeu. Em 1681 ainda preso, Lemos Conde se suicidou.
Silva Leme estuda sua família no volume V, pg 424 de sua «Genealogia Paulistana». Ali diz que era o «descobridor das minas de prata de Paranaguá, que foi nomeado provedor dos reais quintos; que em 1647 recebeu uma carta firmada pelo punho do rei, autorizando-o a continuar no cargo de provedor; porém, em 1681 se degolou por suas próprias mãos, estando preso e seqüestrado.»